# رابرت دبلیو. بوور
رابرت دبلیو. بوور (انگلیسی: Robert W. Bower؛ زاده ۱۲ ژوئن ۱۹۳۶) یک دانشمند اهل ایالات متحده آمریکا است.